# Courtetain-et-Salans
Courtetain-et-Salans est une commune française située dans le département du Doubs, la région culturelle et historique de Franche-Comté et la région administrative Bourgogne-Franche-Comté.
En partant de la vallée du Doubs vers les plateaux et la montagne, c'est une succession de crêtes et de vallons qu'il faut franchir. Courtetain-et-Salans occupe, à 541 mètres d'altitude, l'un de ces vallons, venant après une crête culminant à 726 mètres. Le village est construit dans cet axe, d'ouest en est.

## Toponymie

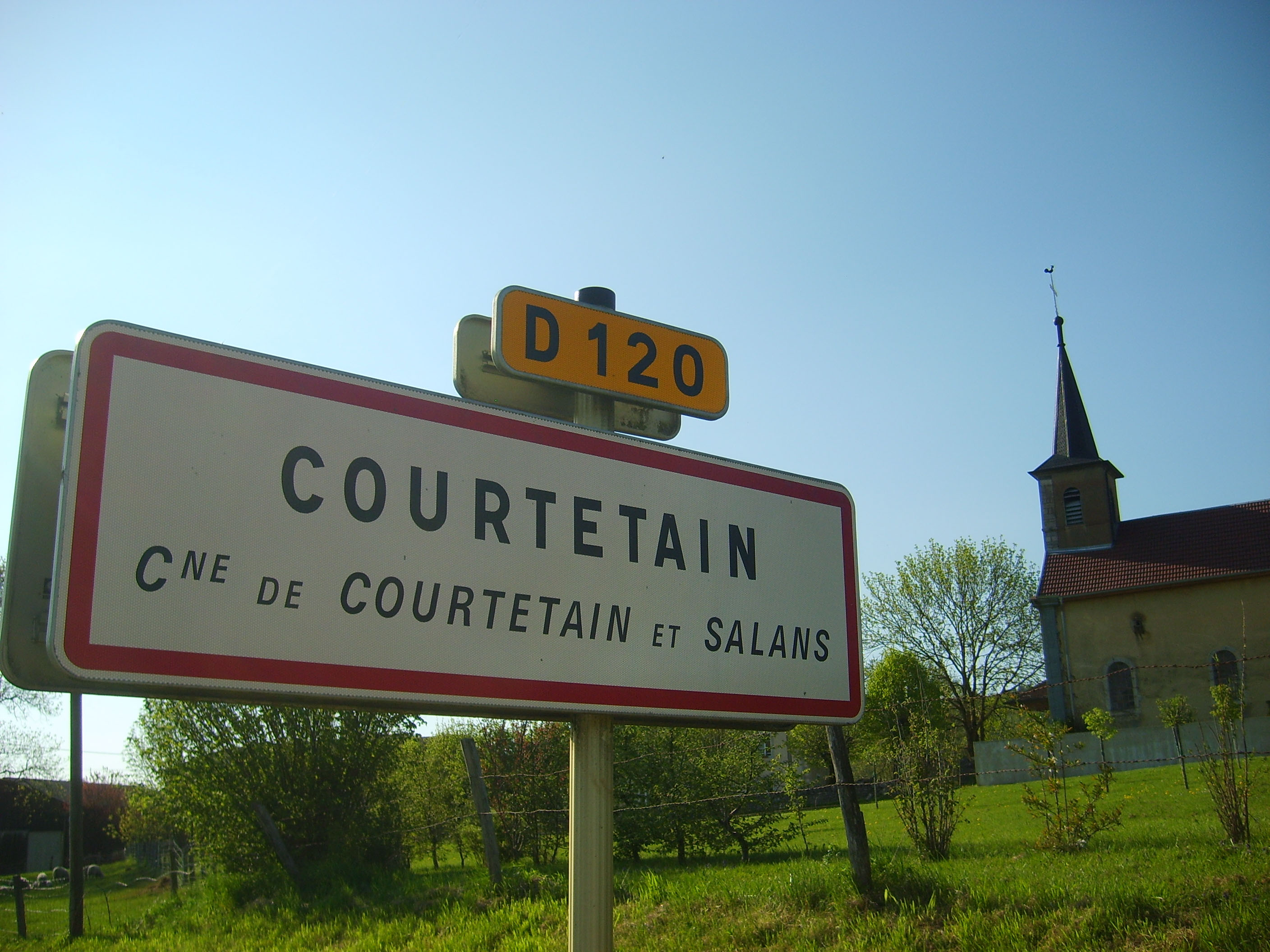
Entrée du village.

Les maisons principales se trouvent toutes à une certaine distance, de part et d'autre de la route. La raison en est qu'il y avait là autrefois une ligne d'étangs, lesquels ne furent définitivement comblés qu'au début du XIXe siècle. Le mot étang se retrouve d'ailleurs dans la toponymie ancienne. Lorsqu'il fallut à cette époque se construire mairie, école et église, il n'y avait pas d'autre choix que l'extrémité nord de Courtetain, dans la direction de Salans, le hameau qui lui est associé.
Le plus ancien nom connu est « Cortetant » (1562). La dénomination « Cortestaing » (1632) n'a été que très éphémère puisqu'il a été remplacé par « Courtetang » dès 1648.
Le hameau rattaché à Courtetain s'appelait autrefois « In villa Salingo » (fin Xe siècle) avant de devenir « Salans » (1582).
Le nom actuel « Courtetain-et-Salans » est de 1767.

## Géographie

### Archéologie
Aucune indication de type archéologique n'a été fournie dans les deux agglomérations.
Par contre, au lieu-dit les Carrons, près de la route de Salans à Bremondans, un matériau gallo-romain atteste un habitat. Sur une petite hauteur, le lieu-dit Chatey paraît évoquer un antique poste de guet.

### Communes limitrophes
| Passavant | Vaudrivillers        | Lanans Ouvans |
| Orsans    | Courtetain-et-Salans | Landresse     |
|           | Vellerot-lès-Vercel  |               |

### Climat
Pour des articles plus généraux, voir Climat de la Bourgogne-Franche-Comté et Climat du Doubs.
En 2010, le climat de la commune est de type climat de montagne, selon une étude du Centre national de la recherche scientifique s'appuyant sur une série de données couvrant la période 1971-2000. En 2020, Météo-France publie une typologie des climats de la France métropolitaine dans laquelle la commune est dans une zone de transition entre le climat semi-continental et le climat de montagne et est dans la région climatique  Jura, caractérisée par une forte pluviométrie en toutes saisons (1 000 à 1 500 mm/an), des hivers rigoureux et un ensoleillement médiocre. 
Pour la période 1971-2000, la température annuelle moyenne est de 8,9 °C, avec une amplitude thermique annuelle de 16,9 °C. Le cumul annuel moyen de précipitations est de 1 274 mm, avec 12,7 jours de précipitations en janvier et 10,6 jours en juillet. Pour la période 1991-2020, la température moyenne annuelle observée sur la station météorologique de Météo-France la plus proche, « Adam-lès-Vercel », sur la commune d'Adam-lès-Vercel à 10 km à vol d'oiseau, est de 9,8 °C et le cumul annuel moyen de précipitations est de 1 510,7 mm. 
La température maximale relevée sur cette station est de 38,4 °C, atteinte le 24 juillet 2019 ; la température minimale est de −22,9 °C, atteinte le 2 mars 2005,,. 
Les paramètres climatiques de la commune ont été estimés pour le milieu du siècle (2041-2070) selon différents scénarios d'émission de gaz à effet de serre à partir des nouvelles projections climatiques de référence DRIAS-2020. Ils sont consultables sur un site dédié publié par Météo-France en novembre 2022.

### Accès et transports
Le CD 120 (Aïssey-La Violette) traverse le village qui est situé à 12 km au nord de Vercel, à 18 km au sud de Baume-les-Dames et à 35 km à l’est de Besançon.

## Urbanisme

### Typologie
Au 1er janvier 2024, Courtetain-et-Salans est catégorisée commune rurale à habitat dispersé, selon la nouvelle grille communale de densité à 7 niveaux définie par l'Insee en 2022.
Elle est située hors unité urbaine et hors attraction des villes,.

### Occupation des sols
L'occupation des sols de la commune, telle qu'elle ressort de la base de données européenne d’occupation biophysique des sols Corine Land Cover (CLC), est marquée par l'importance des territoires agricoles (52,6 % en 2018), en augmentation par rapport à 1990 (51,7 %). La répartition détaillée en 2018 est la suivante : 
forêts (45,6 %), prairies (26,7 %), zones agricoles hétérogènes (25,9 %), milieux à végétation arbustive et/ou herbacée (1,9 %). L'évolution de l’occupation des sols de la commune et de ses infrastructures peut être observée sur les différentes représentations cartographiques du territoire : la carte de Cassini (XVIIIe siècle), la carte d'état-major (1820-1866) et les cartes ou photos aériennes de l'IGN pour la période actuelle (1950 à aujourd'hui).

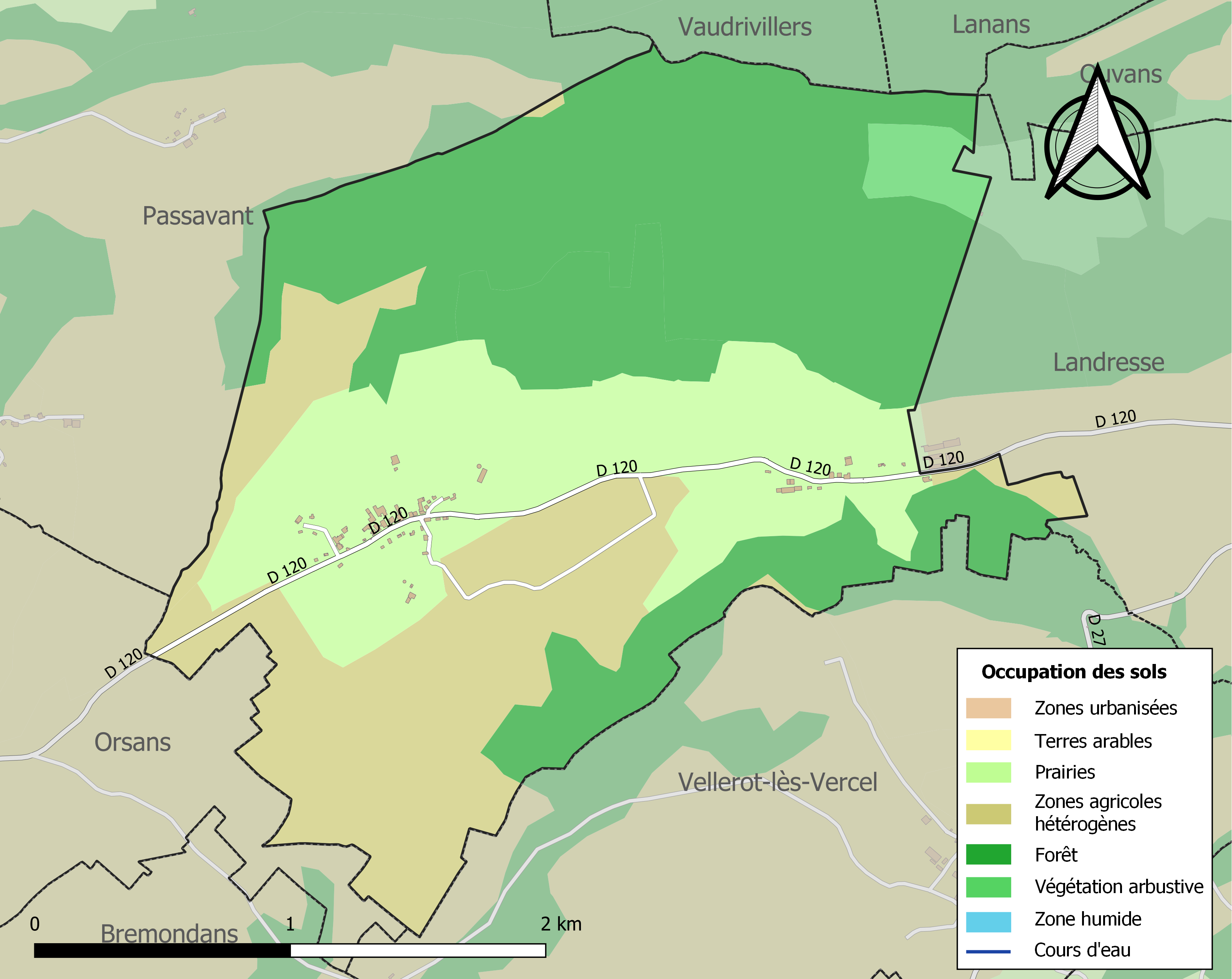
Carte des infrastructures et de l'occupation des sols de la commune en 2018 (CLC).

## Histoire

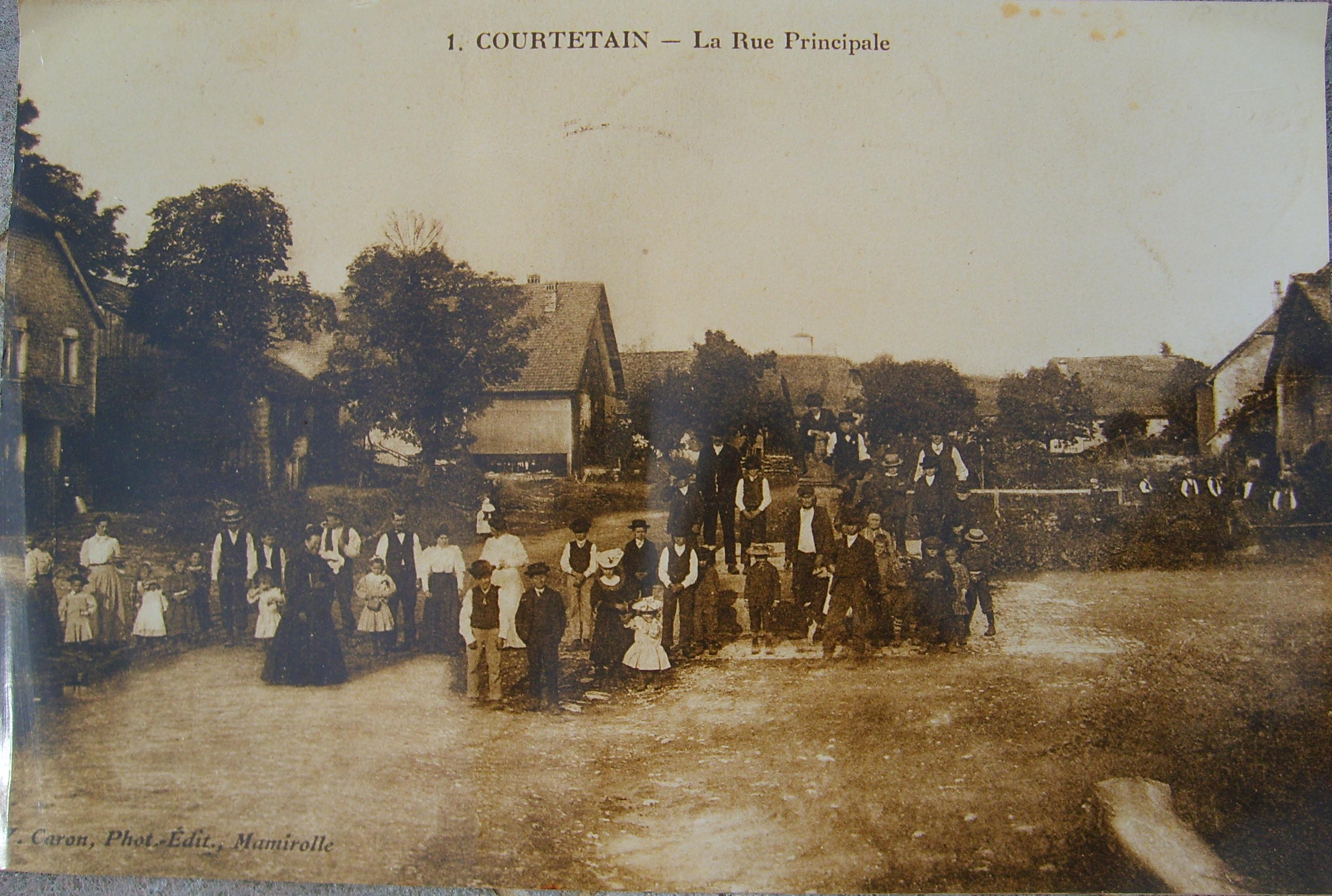
Les habitants de Courtetain-et-Salans au début du XXe siècle.

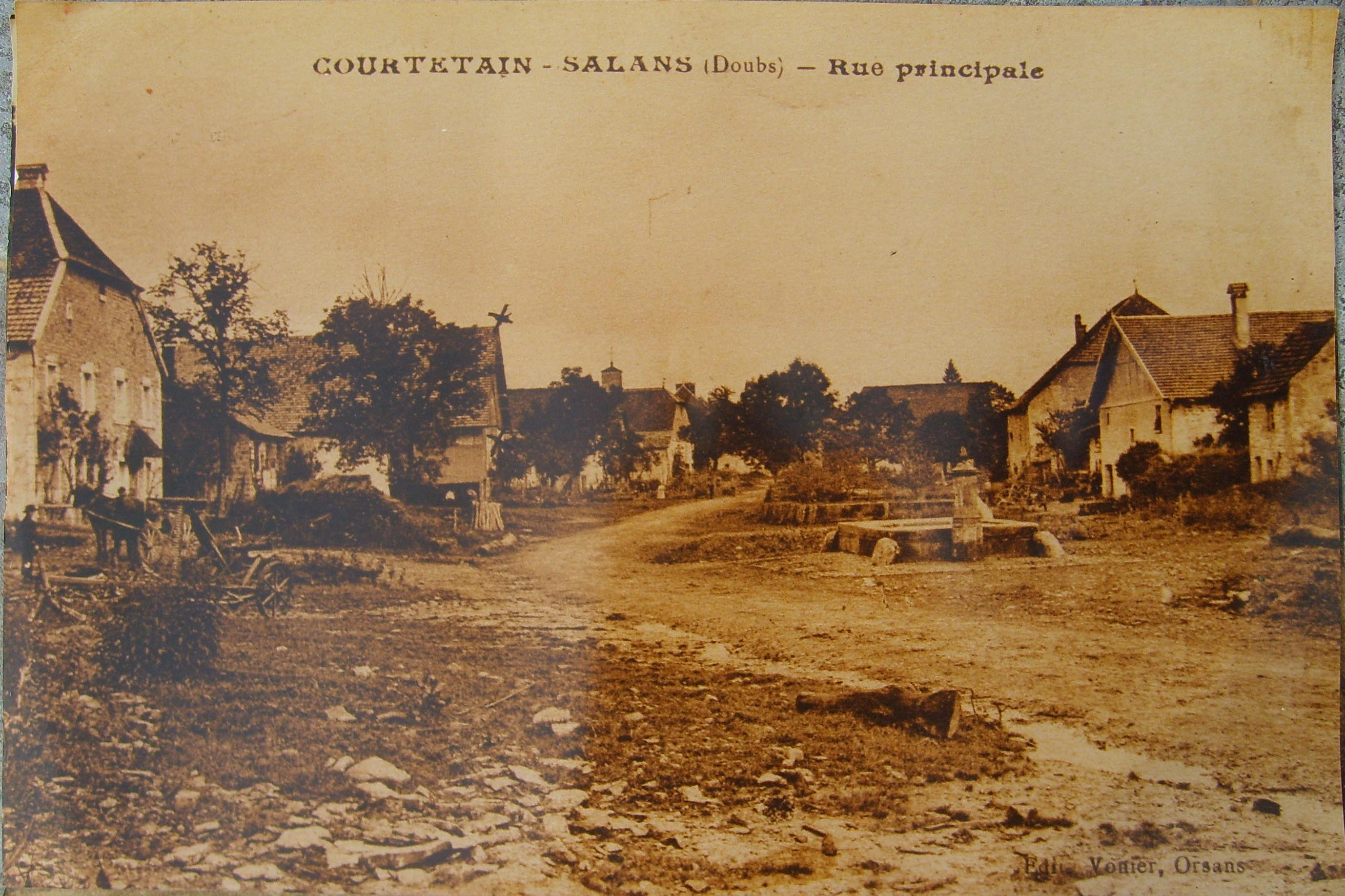
Rue Principale de Courtetain au début du XXe siècle.

C'est d'une famille suzeraine (les Wurtemberg) et de la seigneurie de Passavant que dépendront jusqu'à la Révolution Courtetain-et-Salans, ces deux villages maintenant réunis mais souvent séparés dans l'histoire. Les vassaux qui tinrent le fief pour les Wurtemberg furent les familles de Leugney et d'Orsans. Deux commanderies y avaient aussi des terres et des sujets, celle des frères Saint-Jean de Jérusalem de La Villedieu et celle de Dammartin-les-Templier.
Au cours de la guerre de Dix Ans (1635-1644), les Suédois incendièrent totalement le village de Salans. La peste eut une part importante dans l'hémorragie d'habitants et l'on fit un cimetière spécial, à l'orée du bois. Cent ans plus tard, en 1738, le maire de Salans évoque cette période et ses conséquences : « Les propriétés étaient désertes et entre les mains des habitants de Courtetain, plus épargnés, à qui le commandeur de Malte de la Villedieu les avait louées par une redevance qui devait cesser dès que le seigneur replacerait de nouveaux colons à Salans ».
Déjà en 1691, le village de Salans avait retrouvé ses habitants mais n'a pu récupérer son territoire et ses droits d'avant la guerre de dix ans. Après maintes démarches faites par le maire, il rappelle  « qu'es années 1630 et 1636 il y avait un village a Salans ». Les deux communes étaient des territoires distincts à cette époque et traitaient séparément leurs affaires. Seuls étaient indivis les communaux et les bois, ce qui provoqua deux procès, en 1597 et 1727, mais pas très méchants.
Le maire, en 1738, réclame avec plus d'insistance encore l'indépendance totale de Salans telle qu'auparavant et le droit de jouir des communaux. En fait, c'est la fusion totale qui adviendra, scellée par un acte du 1er avril 1767. Il est dit dans cet acte que, depuis quelques années déjà, les deux communautés se sont réunies mais sans le sanctionner par un acte, que par ailleurs il n'y a plus ni bornes ni limites et que s'il fallait les rétablir, de grands procès ne manqueraient pas de survenir. Elles décident en conséquence d'avoir à l'avenir territoires communs et indivis. Les deux villages, relevant de deux paroisses différentes, continueront comme par le passé leurs devoirs envers elles et leurs écoles.
Le communal de Chasalans, de son côté, a donné lieu à deux procès animés. Le premier en 1564 qui opposait Salans et Landresse à Ouvans. Même 200 ans plus tard si l'on en juge par cette inscription sur une cloche de l'église de Landresse : « J'appartiens aux habitants de Landresse et de Salans et non à ceux d’Ouvans » (1787). Le second procès, entre 1789 et 1795, et qui voit Salans et Landresse se disputer la propriété de ce communal qui sera finalement partagé en deux.
C'est au début du XIXe siècle que Courtetain va devenir un village grâce aux adductions d'eau de 1790 et de 1827 qui alimentent deux fontaines (toujours existantes). À partir de là les étangs perdent leur utilité et leur inconvénients apparaissent, ils seront comblés quelques années plus tard. Une école (1838) et une église (1834) vont apporter l'indépendance par rapport à Leugney et Landresse et favoriser, en principe, la fusion des deux communautés (Courtetain et Salans). En fait, la force des habitudes et certains impondérables continueront à jouer quelques tours aux contrats officiels pendant de longues années.
Voici les noms des familles présentes en 1750 à Courtetain : André, Bassignot, Clerget, Courtois, Faivre, Gullaud, Jeune, Jobard, Moniot, Petitcuenot, Richard, Robbe, Rouge, Simon, Tournier, Trouillot, Vuillemin. Certaines sont toujours présentes au village.

## Politique et administration
Le village ayant moins de 100 habitants, le conseil municipal est composé initialement de 7 membres.
| Période | Période | Identité       | Étiquette | Qualité           |
| ------- | ------- | -------------- | --------- | ----------------- |
| 2001    | 2008    | Claire Gullaud | SE        |                   |
| 2008    | 2014    | Sandrine Corne | DVD       | Chef d'entreprise |
| 2014    | 2020    | Sandrine Corne | DVD       | Chef d'entreprise |
| 2020    | 2026    | Sandrine Corne | DVD       | Chef d'entreprise |

## Économie
L'économie du village est depuis toujours essentiellement rurale. Ainsi en 1755 il y avait 15 exploitants ; il ne reste aujourd'hui plus que huit exploitations. Une grande partie des personnes retraités exerçait dans le domaine de l'agriculture. Depuis quelques années commencent à se développer des activités tertiaires.

## Démographie
L'évolution du nombre d'habitants est connue à travers les recensements de la population effectués dans la commune depuis 1793. Pour les communes de moins de 10 000 habitants, une enquête de recensement portant sur toute la population est réalisée tous les cinq ans, les populations de référence des années intermédiaires étant quant à elles estimées par interpolation ou extrapolation. Pour la commune, le premier recensement exhaustif entrant dans le cadre du nouveau dispositif a été réalisé en 2005.

En 2022, la commune comptait 91 habitants, en évolution de +8,33 % par rapport à 2016 (Doubs : +1,88 %, France hors Mayotte : +2,11 %).
| 1793 | 1800 | 1806 | 1821 | 1831 | 1836 | 1841 | 1846 | 1851 |
| ---- | ---- | ---- | ---- | ---- | ---- | ---- | ---- | ---- |
| 195  | 249  | 253  | 215  | 227  | 223  | 217  | 197  | 212  |

| 1856 | 1861 | 1866 | 1872 | 1876 | 1881 | 1886 | 1891 | 1896 |
| ---- | ---- | ---- | ---- | ---- | ---- | ---- | ---- | ---- |
| 196  | 196  | 210  | 193  | 183  | 185  | 182  | 171  | 167  |

| 1901 | 1906 | 1911 | 1921 | 1926 | 1931 | 1936 | 1946 | 1954 |
| ---- | ---- | ---- | ---- | ---- | ---- | ---- | ---- | ---- |
| 142  | 157  | 129  | 117  | 110  | 106  | 97   | 104  | 91   |

| 1962 | 1968 | 1975 | 1982 | 1990 | 1999 | 2005 | 2006 | 2010 |
| ---- | ---- | ---- | ---- | ---- | ---- | ---- | ---- | ---- |
| 95   | 95   | 77   | 77   | 76   | 79   | 77   | 75   | 86   |

| 2015 | 2020 | 2022 | - | - | - | - | - | - |
| ---- | ---- | ---- | - | - | - | - | - | - |
| 84   | 91   | 91   | - | - | - | - | - | - |

Population 1657 : 137, 1688 : 147, 1755 : 253.

## Lieux et monuments
- L'église de la Nativité-de-Notre-Dame a été édifiée en 1834 par l'architecte Chevillet.
- L'ancienne école, actuelle mairie, a été édifiée en 1838. Son concepteur est l'architecte Perrier.
- Une fromagerie a été créée en 1930 et depuis la fermeture de celle-ci en 1992 le bâtiment a abrité un magasin et maintenant un garage automobile.
- Un monument aux morts a été dressé sur la place devant l'église et la mairie en hommage aux personnes défuntes lors des combats. Il y a les noms des quatre habitants du village décédés durant la Première Guerre mondiale. Il n'est pas survenu de décès lors des guerres suivantes dans la commune.

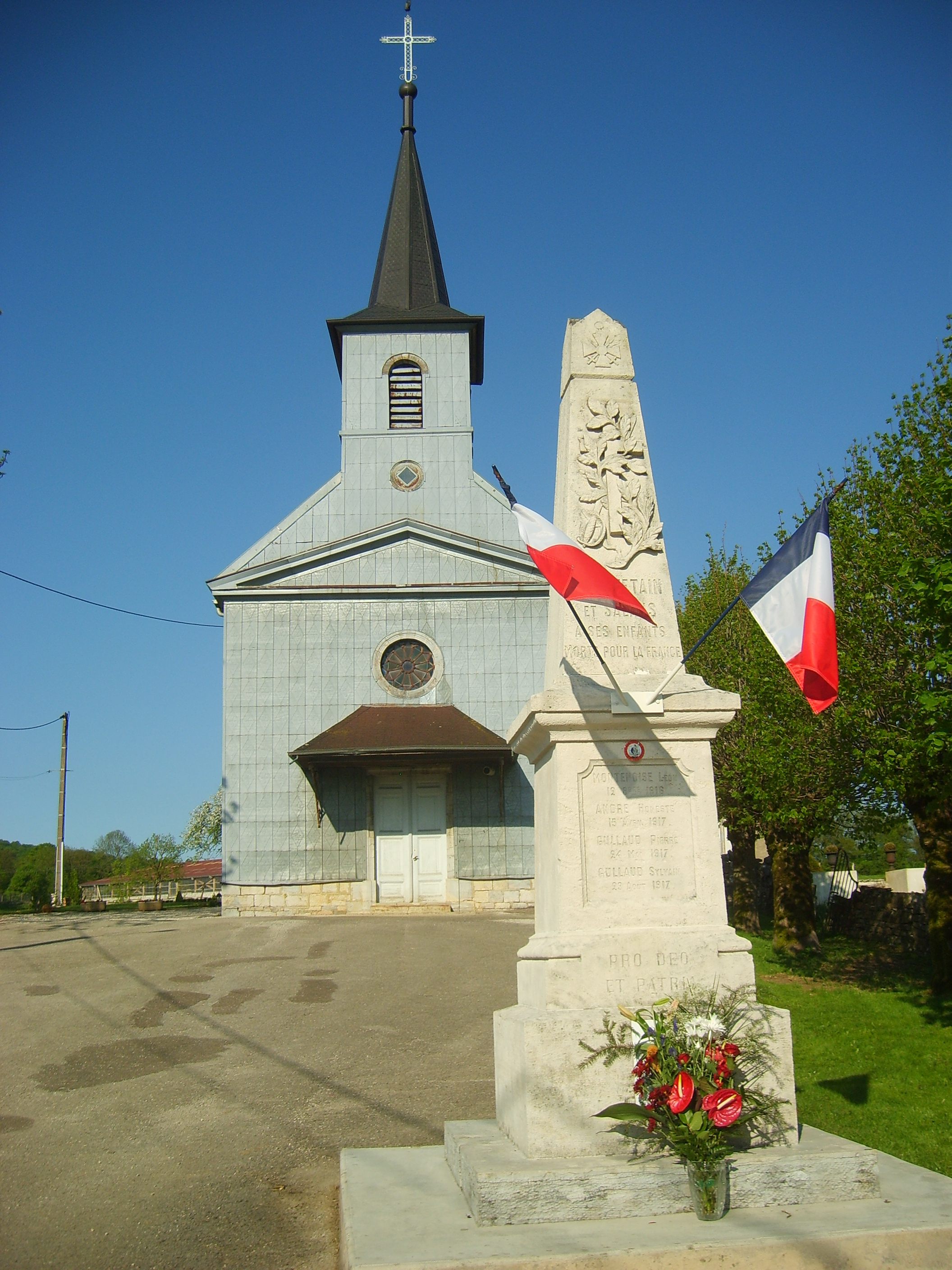
L'église.
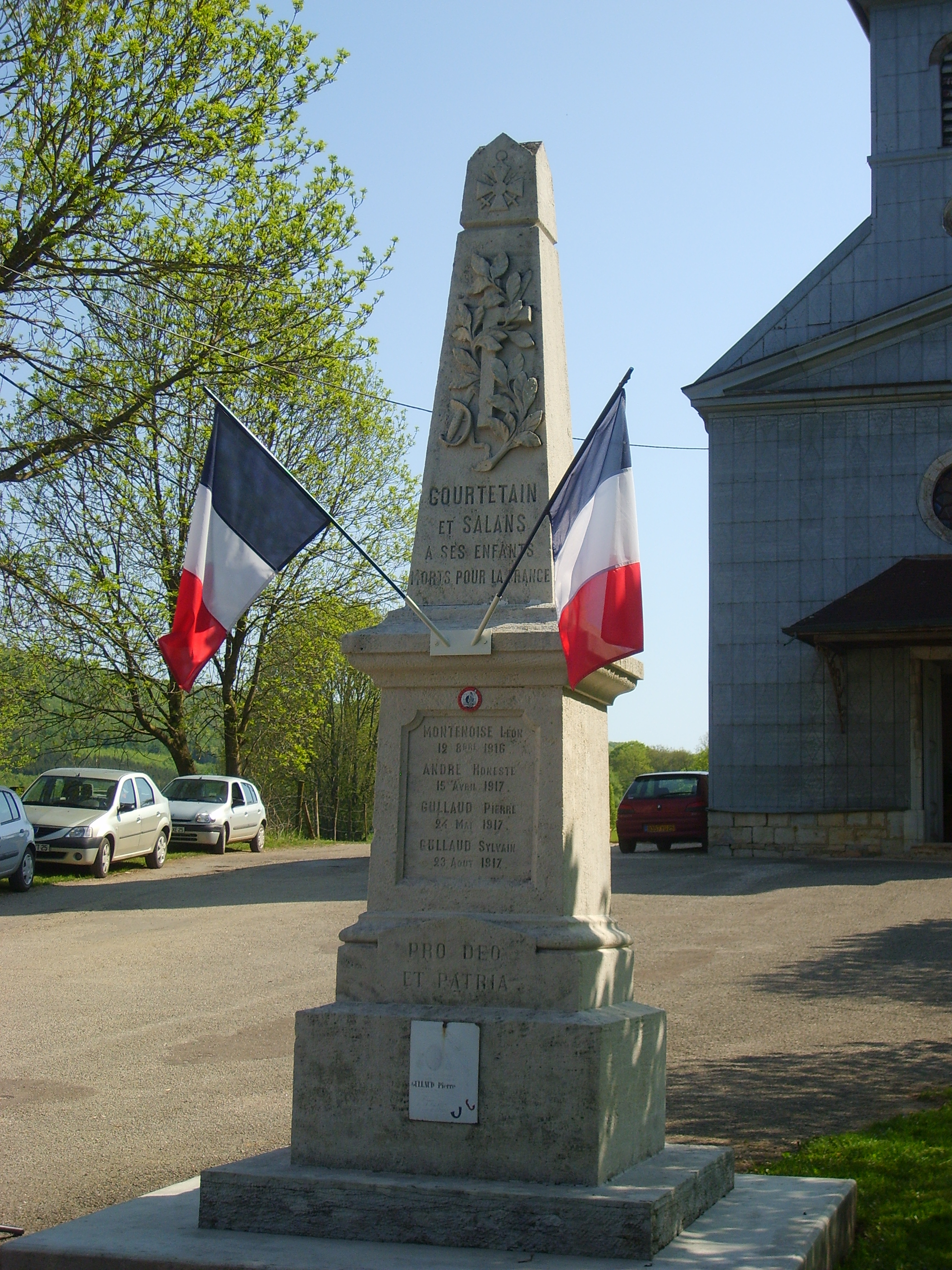
Monument aux morts.

## Personnalités liées à la commune

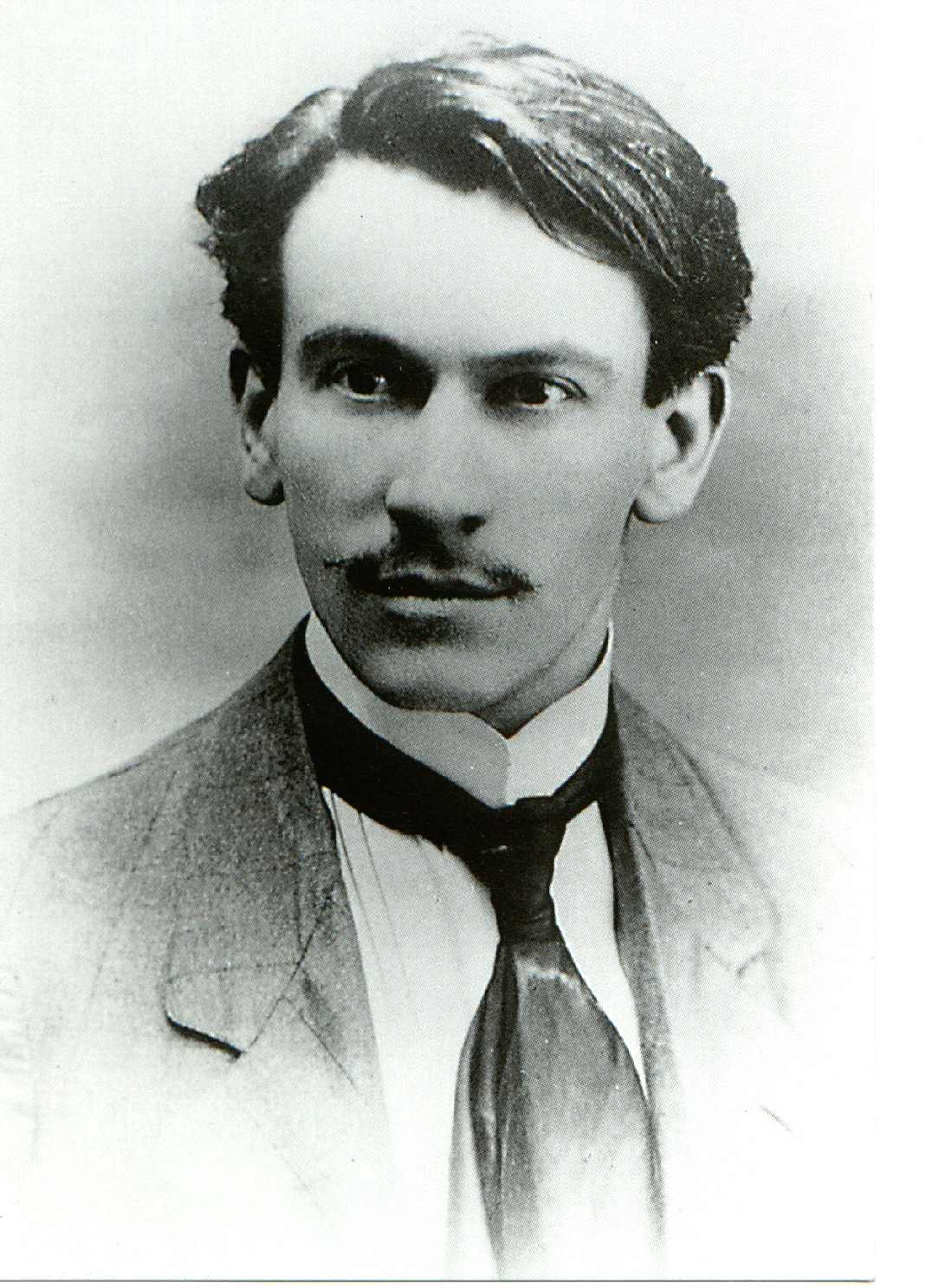
Louis Pergaud.

Louis Pergaud, dans son roman La Guerre des boutons relate l'opposition de deux clans issus de cette commune et de la commune voisine (Landresse).
Les écoliers de Salans... ce sont ceux de Velrans, du Velrans de la Guerre des Boutons de Louis Pergaud, roman publié en 1912 par l'instituteur de Landresse. Les lieux-dits de la bataille : Chasalan, la Saute, le Bois du Teuré, appartiennent au territoire de Salans. Les litiges concernant Chasalan, entre Landresse et Salans, dans les années 1789 et 1795, n'étaient sûrement pas inconnus de Pergaud quand il opposa, dans son roman, les Velrans et les Longeverne (Landresse).

## Galerie

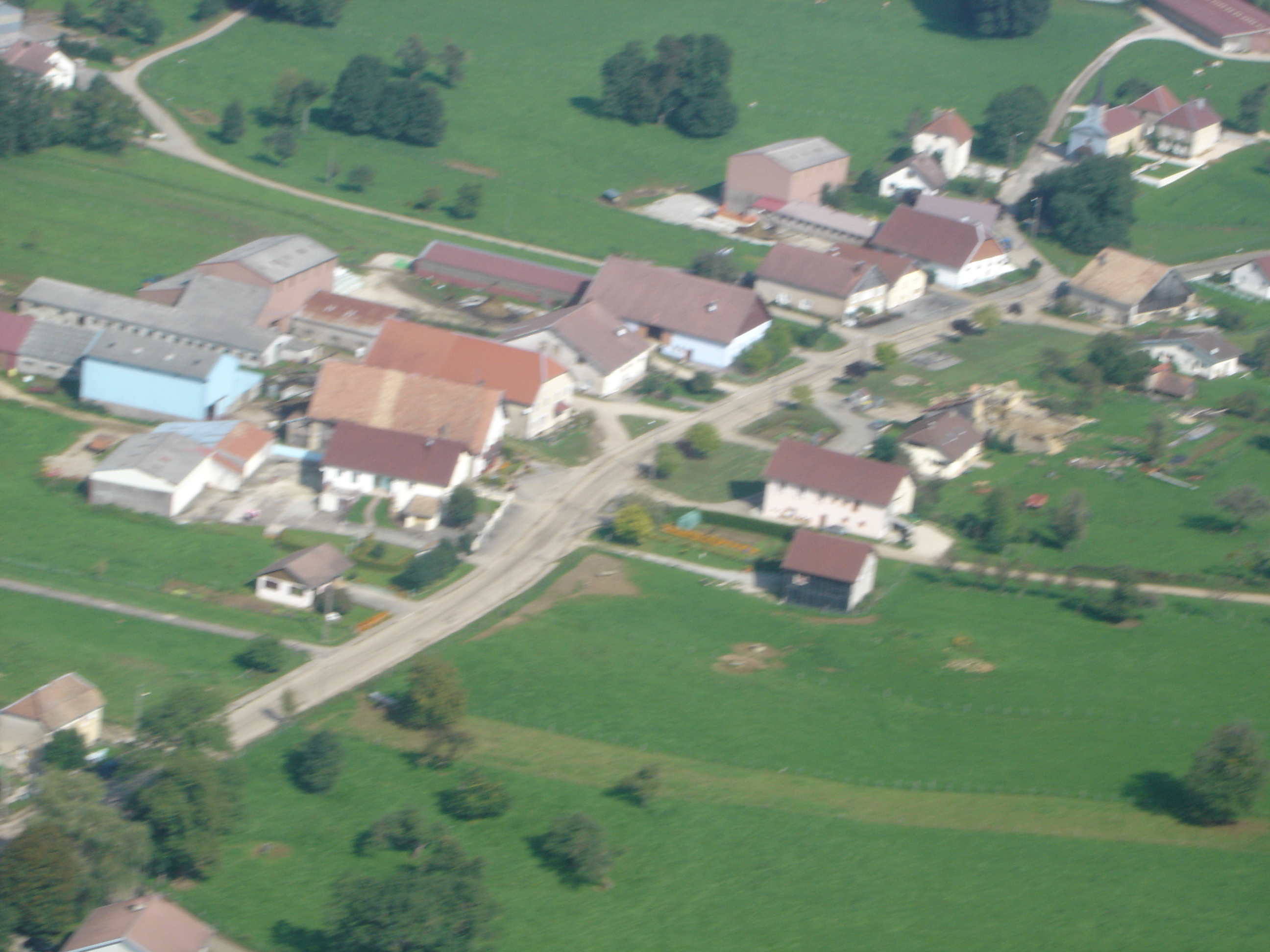
Le centre du village vue d'avion.
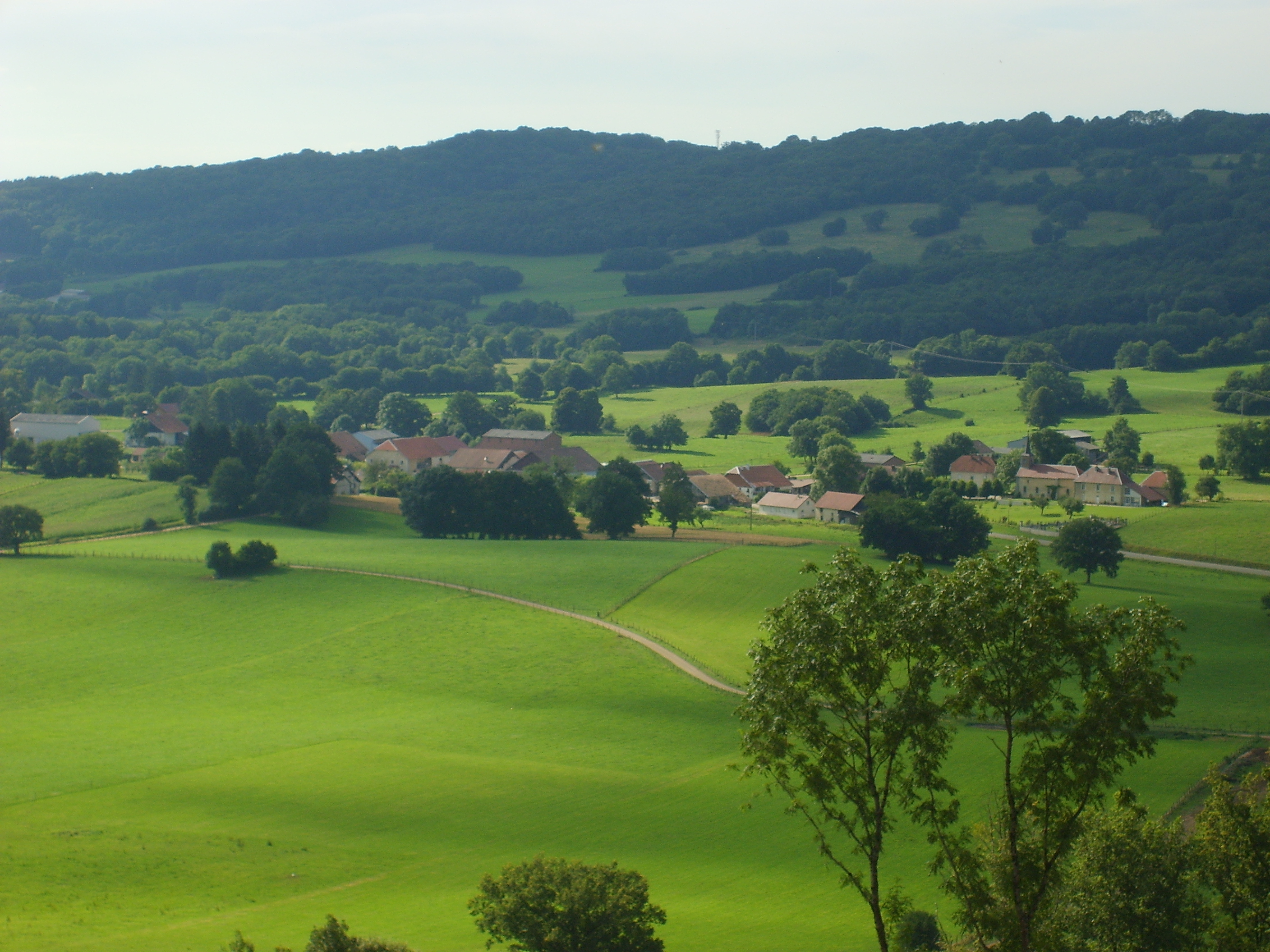
Vue de Courtetain depuis le sud de la commune.
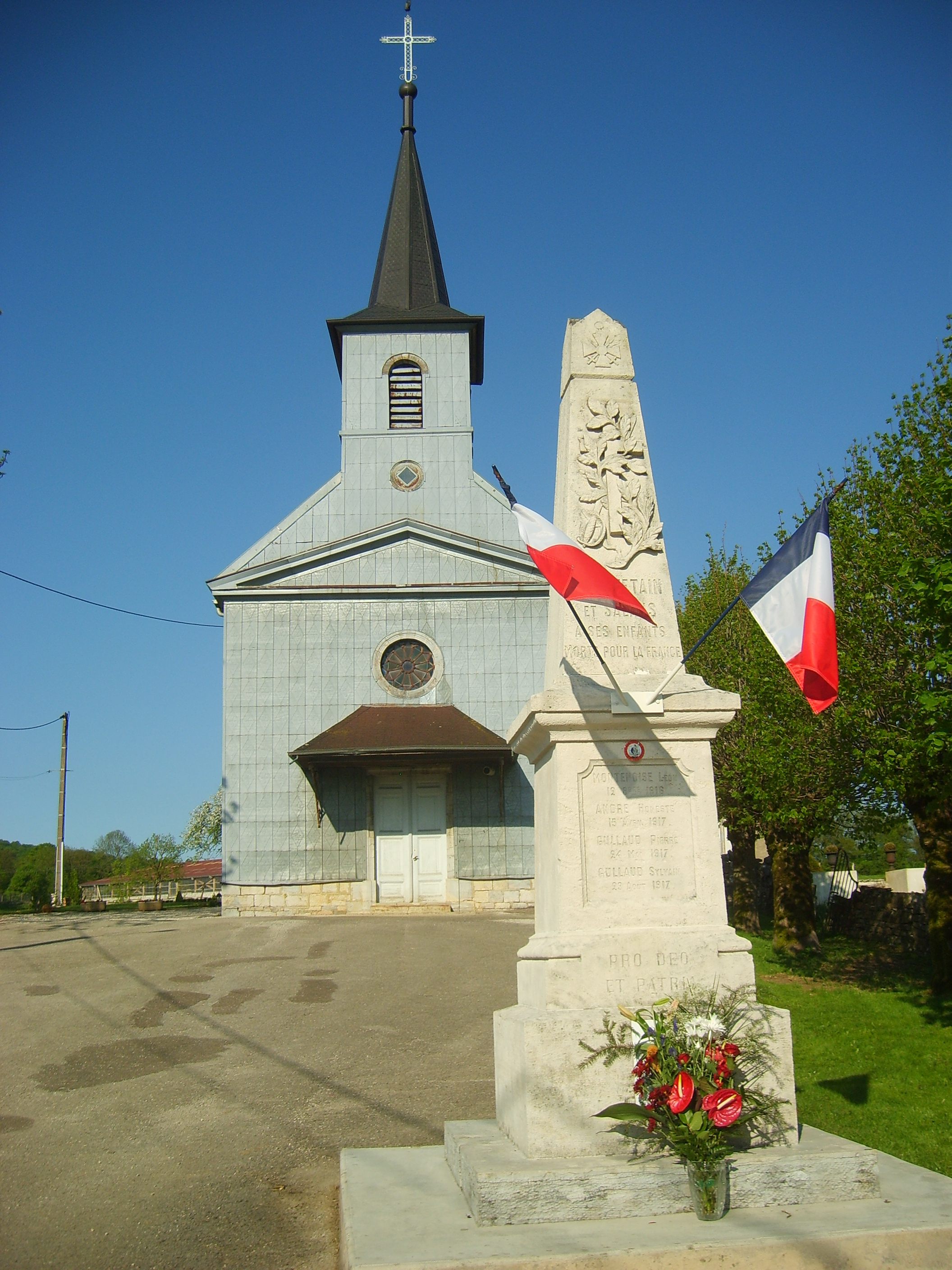
Monument aux morts et église de Courtetain.
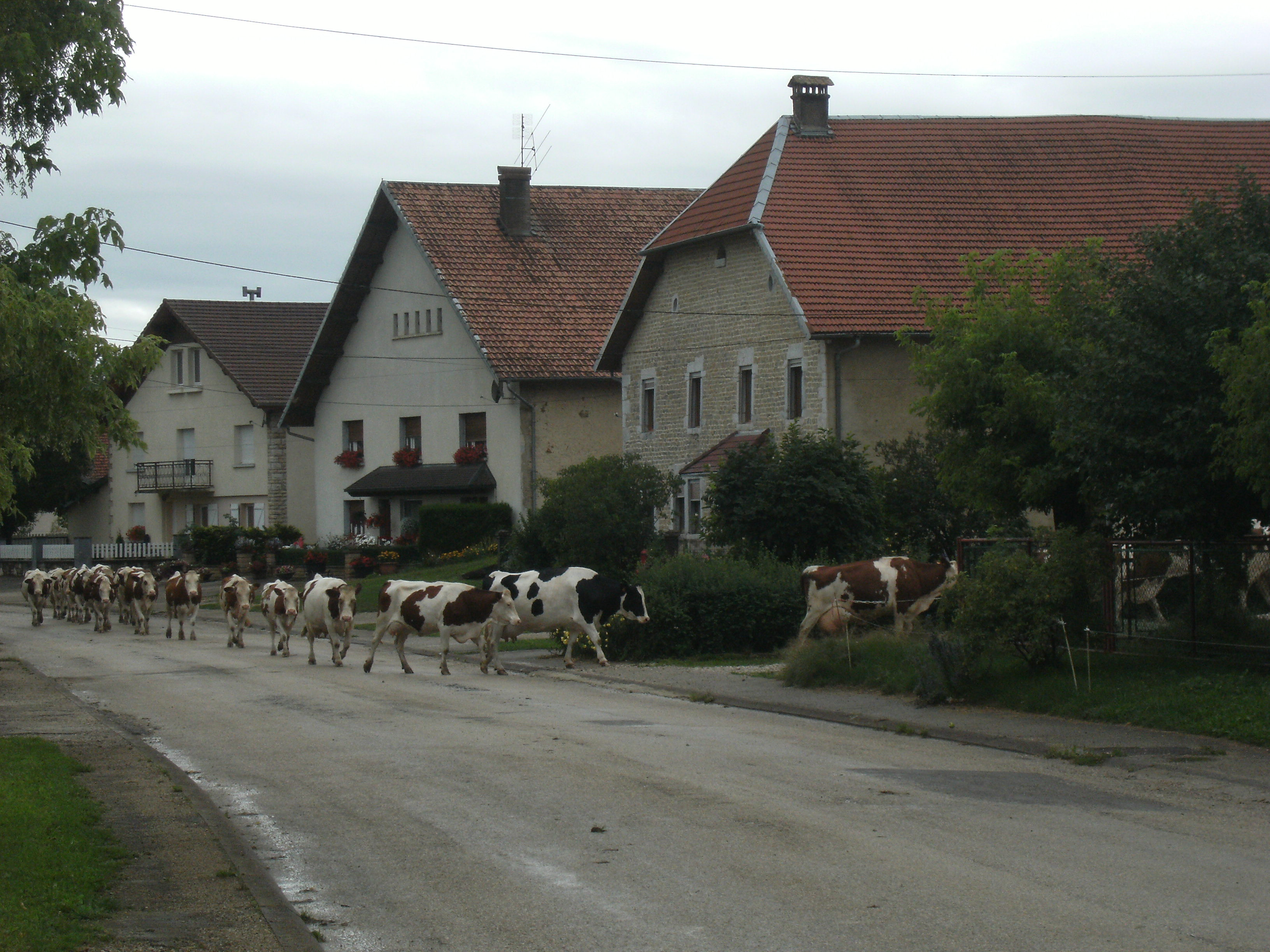
À l'heure de la traite dans la rue Principale de Courtetain.